# Busycon pulleyi
Busycon pulleyi is een slakkensoort uit de familie van de Buccinidae. De wetenschappelijke naam van de soort is voor het eerst geldig gepubliceerd in 1958 door Hollister.